# Blaine (Minnesota)
Blaine – miasto w północnej części Stanów Zjednoczonych, w stanie Minnesota. Położone w hrabstwie Anoka i częściowo w hrabstwie Ramsey. Według danych z 2000 r. miasto liczy 44942 mieszkańców.